# Ed Sandford
Edward Michael „Ed“ Sandford (* 20. August 1928 in Toronto, Ontario; † 25. Oktober 2023 in Winchester, Massachusetts, USA) war ein kanadischer Eishockeyspieler. Zwischen 1947 und 1956 spielte er für die Boston Bruins, Detroit Red Wings und Chicago Black Hawks in der National Hockey League auf der Position des linken Flügelstürmers.

## Karriere
Ed Sandford begann seine Karriere in der Organisation der Toronto St. Michael’s Majors, für deren Juniorenmannschaft St. Michael’s Buzzers er zwischen 1943 und 1945 aktiv war. Für die St. Michael’s Majors agierte er von 1945 und 1947 eine Spielklasse höher in der Ontario Hockey Association (OHA). In dieser Zeit gewann er mit den Majors nach einem Finaltriumph gegen die Moose Jaw Canucks den Memorial Cup 1947. In der OHA-Spielzeit 1946/47 erzielte der Offensivakteur zudem in insgesamt 36 Partien 91 Scorerpunkte. Auf Grund dieser Leistung wurde er am Saisonende mit der Red Tilson Trophy geehrt, die jährlich an den wertvollsten Spieler der OHA vergeben wird.
Anschließend nahm der Spieler ein Vertragsangebot der Boston Bruins aus der National Hockey League (NHL) an. Ed Sandford entwickelte sich zu einer zuverlässigen Offensivkraft für die Bruins, wenngleich er seine Punktequote aus der OHA in der NHL nicht halten konnte. Zwischen 1951 und 1955 nahm er fünf Mal in Folge am NHL All-Star-Game teil. Seine statistisch beste Spielzeit hatte Ed Sandford in der NHL-Saison 1953/54, als er in 70 Spielen 47 Punkte erzielen konnte und damit am Saisonende erfolgreichster Akteur der Bruins sowie achtbester Scorer der gesamten National Hockey League war. In der Spielzeit 1954/55 wurde Sandford zum Mannschaftskapitän der Bruins ernannt.
Zu Beginn der Folgesaison war der Flügelstürmer Teil eines Tauschgeschäfts zwischen den Boston Bruins und den Detroit Red Wings, bei dem er gemeinsam mit Warren Godfrey, Réal Chevrefils, Norm Corcoran und Gilles Boisvert im Tausch für Terry Sawchuk, Vic Stasiuk, Marcel Bonin und Lorne Davis nach Boston transferiert wurde. Nach vier Partien für die Red Wings wurde er am 24. Oktober 1955 im Tausch gegen Metro Prystai an die Chicago Black Hawks abgegeben. Ed Sandford absolvierte noch 57 Spiele für Chicago und beendete im Anschluss an die Saison seine Karriere.

## Erfolge und Auszeichnungen
| - 1946 J.-Ross-Robertson-Cup-Gewinn mit den Toronto St. Michael’s Majors - 1947 J.-Ross-Robertson-Cup-Gewinn mit den Toronto St. Michael’s Majors - 1947 Red Tilson Trophy - 1947 Memorial-Cup-Gewinn mit den Toronto St. Michael’s Majors - 1951 Teilnahme am NHL All-Star-Game | - 1952 Teilnahme am NHL All-Star-Game - 1953 Teilnahme am NHL All-Star-Game - 1954 Teilnahme am NHL All-Star-Game - 1954 NHL Second All-Star-Team - 1955 Teilnahme am NHL All-Star-Game |

## Karrierestatistik
(Legende zur Spielerstatistik: Sp oder GP = absolvierte Spiele; T oder G = erzielte Tore; V oder A = erzielte Assists; Pkt oder Pts = erzielte Scorerpunkte; SM oder PIM = erhaltene Strafminuten; +/− = Plus/Minus-Bilanz; PP = erzielte Überzahltore; SH = erzielte Unterzahltore; GW = erzielte Siegtore; 1 Play-downs/Relegation; Kursiv: Statistik nicht vollständig)